# Custard Pie
Custard Pie (dt. Englische Eierkremetorte) ist der erste Track auf dem Album Physical Graffiti der englischen Rockband Led Zeppelin, der im Jahr 1975 veröffentlicht wurde.

## Hintergrund
Der Text des riff-lastigen Songs ist eine Hommage an die Bluessongs der Robert-Johnson-Ära, etwa Drop Down Mama von Sleepy John Estes, Shake 'Em on Down von Bukka White und I Want Some of Your Pie von Blind Boy Fuller. Der schwierig zu entschlüsselnde Text enthält eine Reihe sexueller Anspielungen und Verweise auf Oralsex, der Titel bezieht sich auf die sexuellen Organe der Frau. Jimmy Page spielt auf Custard Pie ein Wah-Wah-Gitarren-Solo, durch einen ARP-Synthesizer gespielt. John Paul Jones spielt ein elektrisches Clavinet und Sänger Robert Plant spielt ein Mundharmonika-Solo.
Obwohl das Stück für die Led Zeppelin North American Tour 1975 einstudiert wurde, ist es nie ganz live bei einem Led-Zeppelin-Konzert gespielt worden. Am 21. Mai 1977 wurde das Stück als Teil des Akustikteils eines Konzerts in Houston, Texas gespielt. In späteren Jahren baute Robert Plant einen Chorus des Songs am Ende der Live-Version seines Liedes Tall Cool One ein. Jimmy Page nahm eine Live-Version auf seinem Album Outrider auf. Page & Plant spielten das Lied während ihrer Tour im Jahr 1996 zum Album No Quarter: Jimmy Page and Robert Plant Unledded. Im Jahr 1999 spielte Page das Lied auf der Tour mit den Black Crowes, das auch auf dem Livealbum Live at the Greek veröffentlicht wurde.

## Musiker der Originalaufnahme
- Robert Plant – Gesang, Mundharmonika
- Jimmy Page – Gitarre
- John Paul Jones – Bass, Clavinet
- John Bonham – Schlagzeug

## Coverversionen
Das Stück wurde öfters von verschiedenen Bands gecovert, darunter 1995 von Helmet (Band) mit David Yow 1998 von den L.A. Guns auf Hollywood Rehearsal und 1999 von Eric Gales auf Whole Lotta Blues: Songs of Led Zeppelin.
Das Gitarrenriff auf dem Mother’s-Finest-Stück Mickys Monkey (1977) war eine offensichtliche Kopie des Jimmy Page Riffs auf Custard Pie. Led Zeppelin klagten allerdings nie gegen die Verwendung des Riffs.